# Idalus daga
Idalus daga är en fjärilsart som beskrevs av Paul Dognin 1891. Idalus daga ingår i släktet Idalus och familjen björnspinnare. Inga underarter finns listade i Catalogue of Life.